# Cabranes

Fahne der Gemeinde

Cabranes (Cabranes auch im asturischen) ist eine Gemeinde in der autonomen Region Asturien im Norden Spaniens.
Die Gemeinde wird begrenzt von Villaviciosa im Norden und Osten, im Süden von Piloña und Nava.
Der Verwaltungssitz der Gemeinde ist Santa Eulalia, der Gerichtsbezirk Piloña.

## Geschichte
Wie beinahe überall in Asturien bestätigen Funde aus der Altsteinzeit die frühe Besiedelung der Region.
Reste von Hügelgräbern sind noch heute an der Gemeindegrenze zu Villaviciosa und zwei weitere an den Bergen Incós und Montaliñu zu sehen.
Die Besiedelung aus der Castrokultur, durch die Römer und Mauren hat keine sehenswerten Spuren hinterlassen, jedoch den Charakter der Bevölkerung geprägt.
Die erste urkundliche Erwähnung stammt aus dem Jahr 846 und wurde in der Pfarrkirche von Gramedo gefunden. In diesem Dokument wird die Gemeindehauptstadt Santa Eulalia festgelegt sowie die ersten Grenzen der Gemeinde.
Im 13. Jahrhundert, wurde das Kloster „Monasterio de Santa María de Valdediós“ im benachbarten Villaviciosa gegründet, dem Kloster wurde die religiöse Leitung (und somit auch Einnahmen) der Gemeinde Cabranes mitübertragen.
Ständige Reibereien mit den örtlichen Adelsfamilien waren die Folge. Erst im 16. Jahrhundert löste sich diese Abhängigkeit und auch die Lehenspflicht veränderte sich drastisch.

## Geologie

### Berge, Flüsse und Seen
Die wichtigsten Flüsse der Gemeinde sind: der Río Viacaba und der Rio Sales. Im Süden der Gemeinde entspringen auch die Flüsse
Rio Punegru, Rio la Faya, Rio de l’Arosa und der Rio Valdés.

### Verkehrsanbindung
- Nächster internationaler Flugplatz:  Flughafen Asturias und der Regionalflugplatz La Morgal.
- Haltestellen der FEVE und ALSA sind in jedem Ort.
- Die AS-255 (Nord/Süd) und die AS-334/335 (Ost/West) sind die Hauptverkehrsstraßen der Gemeinde.

## Wirtschaft
Seit alters her ist die Landwirtschaft, und besonders die Viehwirtschaft mit all ihren Nebenbetrieben wie Molkereien/Käsereien die Haupteinnahmequelle der Gemeinde.
Handwerk und Industrie finden sich ausschließlich in kleinen und mittelständischen Betrieben.
Das Dienstleistungsgewerbe mit der Tourismusindustrie ist auch hier die Sparte mit dem größten Wachstum.
| TOTAL | 224 | 100   |
| Ackerbau, Viehzucht und Fischerei                                                                              | 77  | 34,38 |
| Industrie | 23  | 10,27 |
| Bauwirtschaft                                                                                                  | 18  | 8,04  |
| Dienstleistungsbetriebe                                                                                        | 106 | 47,32 |
| * Daten aus dem Statistischen Amt für Wirtschaftliche Entwicklung in Asturien, Stand 2009 (PDF; 115 kB), SADEI |     |       |

### Spezialitäten
Die regionale Küche in der Gemeinde zeichnet sich durch deftige Eintöpfe wie die berühmte Fabada und herzhafte Schmorgerichte wie in Tomate und Oliven geschmortes Kaninchen aus.
Die Gemeinde ist berühmt für Milchreis der hier in süßer oder deftiger Form zubereitet wird. Dem Milchreis ist sogar eine Festwoche gewidmet (Festival del Arroz con Leche).

## Bevölkerungsentwicklung
|  |

## Politik
Die 9 Sitze des Gemeinderates verteilen sich wie folgt:
| Sitzverteilung im Gemeinderat von Cabranes |      |      |      |      |      |      |      |      |      |      |
| Partei                                     | 1979 | 1983 | 1987 | 1991 | 1995 | 1999 | 2003 | 2007 | 2011 | 2011 |
| PSOE                                       | 3    | 4    | 2    | 4    | 3    | 3    | 6    | 8    | 8    | 7    |
| CD / AP / PP                               |      | 7    | 7    | 5    | 6    | 4    | 2    | 1    |      | 1    |
| UCD / CDS                                  | 8    |      |      |      |      |      |      |      |      |      |
| URAS                                       |      |      |      |      |      | 2    | 1    |      |      |      |
| FAC                                        |      |      |      |      |      |      |      |      | 1    | 1    |
| Total                                      | 11   | 11   | 9    | 9    | 9    | 9    | 9    | 9    | 9    | 9    |

## Sehenswertes
- Kirche San Julián in Viñón
- Kapelle San Lorenzo in Camás
- Pfarrkirche Santa Eulalia
- Kirche Santa Maria la Real in Fresnedo
- Kirche San Martín in Torazo
- Kapelle La Sienrra in Torazo
- Schulmuseum „Museo de la Escuela Rural“ in Viñon

## Parroquias
Die 1098 Einwohner leben in 6 Parroquias:
- Fresnedo (Fresnéu) – 293 Einwohner 2007 43° 23′ 54″ N, 5° 26′ 37″ W
- Gramedo (Graméu) – 36  Einwohner 2007 43° 24′ 49″ N, 5° 22′ 48″ W
- Pandenes – 53  Einwohner 2007 43° 24′ 32″ N, 5° 28′ 8″ W
- Santa Eulalia (Santolaya) – 320  Einwohner 2007 43° 25′ 2″ N, 5° 24′ 40″ W
- Torazo (Torazu) – 248  Einwohner 2007 43° 23′ 42″ N, 5° 24′ 0″ W
- Viñón (Cabranes) – 122 Einwohner 2007 43° 25′ 38″ N, 5° 25′ 27″ W